# Kristina Söderbaum

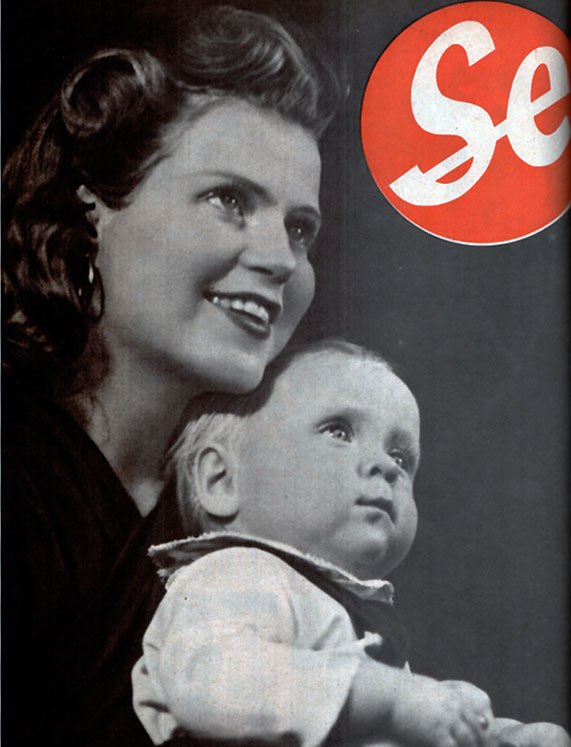
Kristina Söderbaum 1941

Beata Margareta Kristina Söderbaum (Stockholm, 5 september 1912 – Hitzacker, 12 februari 2001) was een Duitse (van oorsprong Zweedse) actrice, die vooral in de tijd van het nationaalsocialisme bekend was door haar filmrollen. Ze speelde vooral in films van haar echtgenoot Veit Harlan, waarvan sommige een nazi-signatuur hadden.

## Biografie
Söderbaum was de dochter van de Zweedse scheikundige Henrik Gustaf Söderbaum. Ze bracht haar school- en internaattijd door in Stockholm, Parijs en in Zwitserland. Nadat haar ouders waren overleden, trok ze in september 1934 met een familielid naar Berlijn. Daar nam ze lessen in kunstgeschiedenis en toneelspelen, en maakte zich de Duitse taal eigen.
In 1936 kreeg Söderbaum na een wedstrijd bij de UFA haar eerste filmrol in Onkel Bräsig. Na dit onopgemerkt gebleven debuut werd Söderbaum in 1937 ontdekt door Veit Harlan, en kreeg ze de hoofdrol in zijn film Jugend (1938). In 1939 trouwde het paar; Harlan bleef tot zijn dood in 1964 de enige regisseur met wie Söderbaum samenwerkte. Uit het huwelijk werden twee zonen geboren: Kristian (1939) en Caspar (1946).
Tussen 1939 en 1945 maakte Söderbaum samen met Harlan talrijke succesvolle films, waaronder Verwehte Spuren (1938), Das unsterbliche Herz (1939), Die Reise nach Tilsit (1939), Die goldene Stadt (1942), Immensee (1943) en Opfergang (1944). Die golden Stadt was de tweede Duitse avondvullende speelfilm in kleur, en was (onder de titel De Gouden Stad) ook in het bezette Nederland een groot succes, hoewel critici fors afgaven op het sterke Blut und Boden-karakter van de film.
Söderbaum was een publiekslieveling, en ook bij het nationaalsocialistische regime lag ze goed: de blonde Zweedse was voor de nazi's een soort verpersoonlijking van het Arische ideaal. Al snel was ze een superster in de Duitse bioscopen. Omdat haar leven in een aantal films in het moeras of in het water eindigde, werd ze nog weleens smalend Reichswasserleiche (Rijkswater-lijk) genoemd. In haar latere leven bleef die bijnaam haar achtervolgen.
In Harlans antisemitische hetze-film Jud Süß (1940) speelde ze (volgens haar autobiografie min of meer gedwongen) een van de hoofdrollen naast Heinrich George, met wie ze kort voor het einde van de oorlog ook in de film Kolberg te zien was. Söderbaum was voor de nationaalsocialisten een betrouwbaarder partij dan haar landgenote Zarah Leander, die in 1943 terug was gegaan naar het neutrale Zweden.
In februari 1945 vluchtte Söderbaum met haar gezin van Berlijn naar Hamburg. Tussen 1945 en 1950 nam ze uit solidariteit met haar man, die vanwege zijn oorlogsverleden een beroepsverbod had gekregen, geen filmrollen aan. Wel stond ze in het theater, waar ze in stukken speelde die door Harlan anoniem waren bewerkt.
Toen haar man vanaf 1950 weer aan het werk mocht, speelde Söderbaum weer een flink aantal hoofdrollen in zijn films, waaronder Die blaue Stunde (1952), Die Gefangene des Maharadschas (1953), Verrat an Deutschland (1954) en Ein Traumspiel (1963), hun laatste gezamenlijke film.
Na Harlans dood in april 1964 liet Söderbaum zich in München omscholen tot fotografe. In 1974 nam ze nog een rol aan in de film Karl May van Hans-Jürgen Syberberg. In 1983 publiceerde zij haar memoires onder de titel Nichts bleibt immer so. In de jaren daarna is Söderbaum nog te zien in een drietal vrij onbekende films en in een aflevering van de televisieserie Der Bergdoktor.
Ze overleed op 88-jarige leeftijd in een verzorgingshuis.

## Filmografie
- 1936: Onkel Bräsig
- 1938: Jugend
- 1938: Verwehte Spuren
- 1939: Das unsterbliche Herz
- 1939: Die Reise nach Tilsit
- 1940: Jud Süß
- 1942: Der große König
- 1942: Die goldene Stadt
- 1943: Immensee
- 1944: Opfergang
- 1944: Kolberg
- 1951: Unsterbliche Geliebte, gebaseerd op Aquis submersus van Theodor Storm
- 1951: Hanna Amon
- 1952: Die blaue Stunde
- 1953: Sterne über Colombo
- 1954: Die Gefangene des Maharadscha
- 1954: Verrat an Deutschland
- 1957: Zwei Herzen im Mai
- 1958: Ich werde Dich auf Händen tragen
- 1962: Die blonde Frau des Maharadscha
- 1974: Karl May
- 1988: Let's go crazy
- 1992: Das bleibt das kommt nie wieder
- 1993: Night Train to Venice
- 1993: Der Bergdoktor (seizoen 1, aflevering 11 Der Sinn des Lebens)